# بول فولكرز
بول جوستاف فولكرز (بالألمانية: Paul Völckers) (15 مارس 1891 - 25 يناير 1946) جنرالًا ألمانيًا للمشاة في الفيرماخت خلال الحرب العالمية الثانية والذي قاد فيلق الجيش السابع والعشرين. حصل على وسام الفارس الصليبي الحديدي لألمانيا النازية.
استسلم فولكرز للجيش الأحمر في سياق عملية باجراتيون السوفيتية عام 1944. توفي في معسكر أسرى الحرب في الاتحاد السوفيتي عام 1946.

## الجوائز
- وسام الفارس الصليبي الحديدي في 11 ديسمبر 1942 بصفته جينيرال لوتنانت وقائد عام لفرقة المشاة 78 [1]

### اقتباسات
1. ↑  Fellgiebel 2000, p. 350.